# 北大西洋魣蜥魚
北大西洋魣蜥魚（学名：Paralepis coregonoides）為輻鰭魚綱仙女魚目帆蜥魚亞目魣蜥魚科的一種，分布於北大西洋海域，為深海魚類，深度50-1032公尺，體長可達50公分，棲息在表中層水域，以甲殼類、浮游生物、魚類為食，生活習性不明。